# Marty Turco
Marty Turco (Sault Ste. Marie, Ontario, 1975. augusztus 13. –) kanadai jégkorongozó kapus, olimpikon.

## Pályafutása
Komolyabb karrierjét a Michigan Egyetemen kezdte 1994–1995-ben és 1998-ig játszott az egyetemi csapatban. Közben két bajnoki címet nyert valamint az 1994-es NHL-drafton a Dallas Stars kiválasztotta őt az ötödik kör 124. helyén. Felnőtt pályafutását az IHL-es Kalamazoo Wingsben kezdte 1998-ban és az év újoncának választották meg a szezon végén. A következő szezont is itt játszotta. 2000-ben bemutatkozott az NHL-ben a Dallas színeiben. Ekkor még Ed Belfour cseréje volt. A 2001–2002-es szezonban még több játék lehetőséget kapott majd 2002–2003-ban Belfour a Toronto Maple Leafshez szerződött és így Turco lett az első számú kapus. Egymás után 30+ győzelmet szerzett 2003 és 2009 között. 2004–2005-ös lockout kivételével mindig bejutottak a rájátszásba.
2004-ben és 2006-ban mindig az első körben búcsúztak 1-4-es mutatóval és mind kétszer a Colorado Avalanche volt az ellenfél. 2006-ban 41 győzelmet szerzett csapatának.
A következő szezonban "csak" 38-at és ekkor a rájátszásban a Vancouver Canucksot kapták az első körben ami nagyszerű csatát hozott. Az első mérkőzés négyszeres hosszabbításban dőlt a Canucks javára. A Dallas végül 4-3-as összesítéssel kiesett de mind a három megnyert mérkőzést hibátlanul hozta Turco, így új NHL rekordot állított fel. 2007–2008-ban a csapat kicsit gyengébben szerepelt az alapszakaszban de a rájátszásban egészen a konferencia döntőig meneteltek ahol végül 4–2-es összesítéssel a későbbi bajnok Detroit Red Wings ejtette ki őket. A csapat mindig idegenben kezdett és mindig tudta hozni a meccseket. A 2008–2009-es szezonban a csapatot sok sérülés sújtotta de Turco így is 33 győzelmet szerzett bár 31-szer ki is kapott. A rájátszásba nem jutottak be.
A 2009–2010-es szezonban csak 53 mérkőzésen játszott és ebből csak 22-t tudott megnyeri. Sok mérkőzés hosszabbításban folytatódott de a Dallas Stars ritkán tudta csak ezeket megnyerni és végül a csapat nyugaton csak a 12., míg a divízióban az utolsó ötödik lett így egymás utáni két évben nem jutottak be a rájátszásba. 2010. április 13-án bejelentették hogy a Stars nem kíván szerződést hosszabbítani vele a 2010–2011-es idényre, így kilenc év után elhagyta Dallas városát és a csapatot. A Chicago Blackhawks szerződés ajánlatát fogadta el. Gyenge játéka miatt csak másodszámú kapus lett és mindössze 29 mérkőzésen játszott és csak 11 győzelmet szerzett. A rájátszásban nem is kapott játéklehetőséget.

## Díjai
- CCHA Az Év Újonca: 1995
- NCAA Bajnoki All-Tournament Csapat: 1996, 1998
- CCHA Első All-Star Csapat: 1997
- NCAA Nyugat Első All-American Csapat: 1997
- CCHA Második All-Star Csapat: 1998
- NCAA Championship Tournament MVP: 1998
- Gary F. Longman-emlékkupa: 1999
- MBNA Roger Crozier Saving Grace Award: 2001, 2003
- NHL Második All-Star Csapat: 2003
- NHL All-Star Gála: 2003, 2004, 2007

## Karrier statisztika

### Alapszakasz
| Szezon           | Csapat                 | Liga             | MSz | GY  | V   | D  | HV | MIN    | KG   | SO | KGÁ  | VH % |
| ---------------- | ---------------------- | ---------------- | --- | --- | --- | -- | -- | ------ | ---- | -- | ---- | ---- |
| 1994–1995        | University of Michigan | CCHA             | 37  | 27  | 7   | 1  | —  | 2063   | 95   | 1  | 2.76 | —    |
| 1995–1996        | University of Michigan | CCHA             | 42  | 34  | 7   | 1  | —  | 2335   | 84   | 5  | 2.16 | —    |
| 1996–1997        | University of Michigan | CCHA             | 41  | 33  | 4   | 4  | —  | 2296   | 87   | 4  | 2.27 | .893 |
| 1997–1998        | University of Michigan | CCHA             | 45  | 33  | 10  | 1  | —  | 2639   | 95   | 4  | 2.16 | .887 |
| 1998–1999        | Kalamazoo Wings        | IHL              | 54  | 24  | 17  | 10 | —  | 3127   | 136  | 1  | 2.61 | .899 |
| 1999–2000        | Kalamazoo Wings        | IHL              | 60  | 23  | 27  | 7  | —  | 3399   | 139  | 7  | 2.45 | .901 |
| 2000–2001        | Dallas Stars           | NHL              | 26  | 13  | 6   | 1  | —  | 1266   | 40   | 3  | 1.90 | .925 |
| 2001–2002        | Dallas Stars           | NHL              | 31  | 15  | 6   | 2  | —  | 1519   | 53   | 2  | 2.09 | .921 |
| 2002–2003        | Dallas Stars           | NHL              | 55  | 31  | 10  | 10 | —  | 3203   | 92   | 7  | 1.72 | .932 |
| 2003–2004        | Dallas Stars           | NHL              | 73  | 37  | 21  | 13 | —  | 4359   | 144  | 9  | 1.98 | .913 |
| 2004–2005        | Djurgårdens IF Hockey  | SEL              | 6   | —   | —   | —  | —  | 356    | 12   | 1  | 2.02 | .932 |
| 2005–2006        | Dallas Stars           | NHL              | 68  | 41  | 19  | —  | 5  | 3910   | 166  | 3  | 2.55 | .898 |
| 2006–2007        | Dallas Stars           | NHL              | 67  | 38  | 20  | —  | 5  | 3763   | 140  | 6  | 2.23 | .910 |
| 2007–2008        | Dallas Stars           | NHL              | 62  | 32  | 21  | —  | 6  | 3628   | 140  | 3  | 2.31 | .909 |
| 2008–2009        | Dallas Stars           | NHL              | 74  | 33  | 31  | —  | 10 | 4327   | 203  | 3  | 2.81 | .898 |
| 2009–2010        | Dallas Stars           | NHL              | 53  | 22  | 20  | —  | 11 | 3088   | 140  | 4  | 2.72 | .913 |
| 2010–2011        | Chicago Blackhawks     | NHL              | 29  | 11  | 11  | —  | 3  | 1631   | 82   | 1  | 3.02 | .897 |
| 2011–2012        | EC Red Bull Salzburg   | EBEL             | 10  | 6   | 2   | 0  | 2  | 250    | 12   | 0  | 2.88 | .918 |
| 2011–2012        | Boston Bruins          | NHL              | 5   | 2   | 2   | —  | 0  | 261    | 16   | 0  | 3.68 | .855 |
| NHL Összesített  | NHL Összesített        | NHL Összesített  | 543 | 275 | 167 | 26 | 40 | 30,955 | 1216 | 41 | 2.36 | .910 |
| IHL Összesített  | IHL Összesített        | IHL Összesített  | 114 | 47  | 44  | 17 | —  | 6526   | 275  | 8  | 2.53 | .918 |
| CCHA Összesített | CCHA Összesített       | CCHA Összesített | 165 | 127 | 28  | 17 | —  | 9333   | 361  | 14 | 2.18 | —    |

### Rájátszás
| Szezon          | Csapat          | Liga            | MSz | Gy | V  | MIN  | KG  | SO | KGÁ  | VH % |
| --------------- | --------------- | --------------- | --- | -- | -- | ---- | --- | -- | ---- | ---- |
| 1998–1999       | Kalamazoo Wings | IHL             | 5   | 2  | 3  | 300  | 14  | 0  | 2.80 | —    |
| 2002–2003       | Dallas Stars    | NHL             | 12  | 6  | 6  | 798  | 25  | 0  | 1.87 | .919 |
| 2003–2004       | Dallas Stars    | NHL             | 5   | 1  | 4  | 325  | 18  | 0  | 3.32 | .849 |
| 2005–2006       | Dallas Stars    | NHL             | 5   | 1  | 4  | 319  | 18  | 0  | 3.38 | .868 |
| 2006–2007       | Dallas Stars    | NHL             | 7   | 3  | 4  | 509  | 11  | 3  | 1.30 | .952 |
| 2007–2008       | Dallas Stars    | NHL             | 18  | 10 | 8  | 1152 | 40  | 1  | 2.08 | .922 |
| NHL Összesített | NHL Összesített | NHL Összesített | 47  | 21 | 26 | 3103 | 112 | 4  | 2.17 | .914 |
| IHL Összesített | IHL Összesített | IHL Összesített | 5   | 2  | 3  | 300  | 14  | 0  | 2.80 | —    |